# Svinary

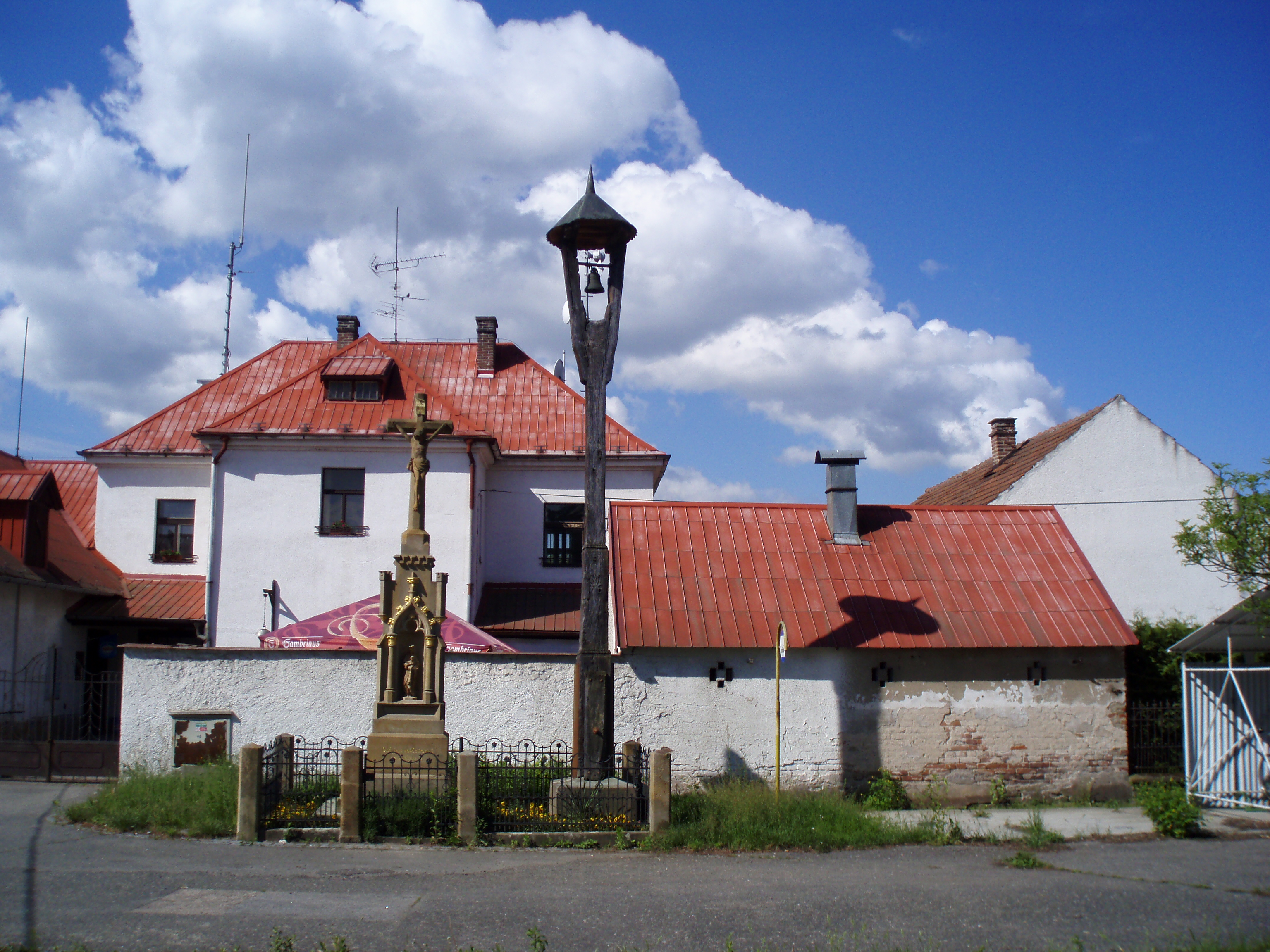
Kreuz und Dorfglocke auf dem Dorfplatz

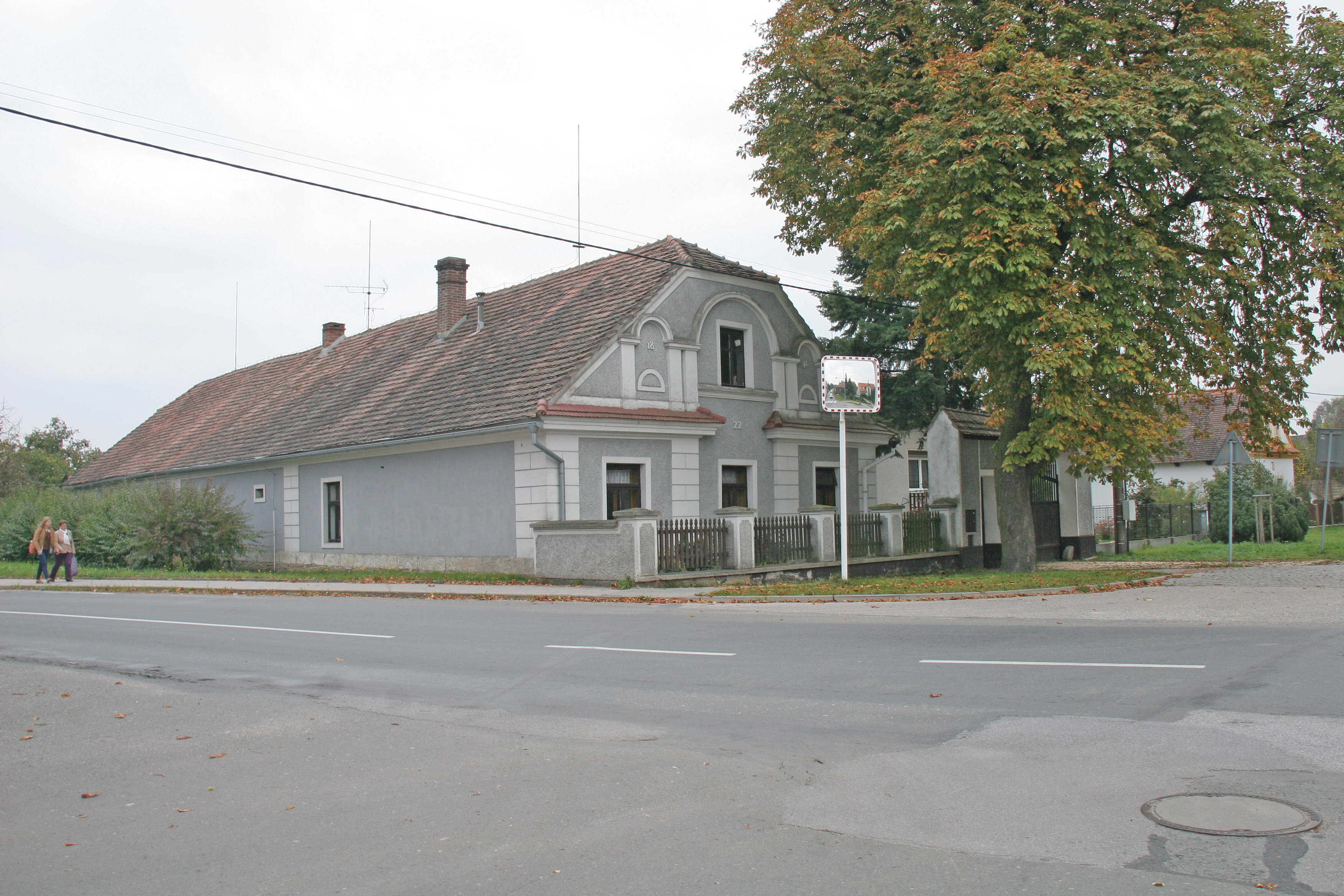
Gehöft Nr. 22

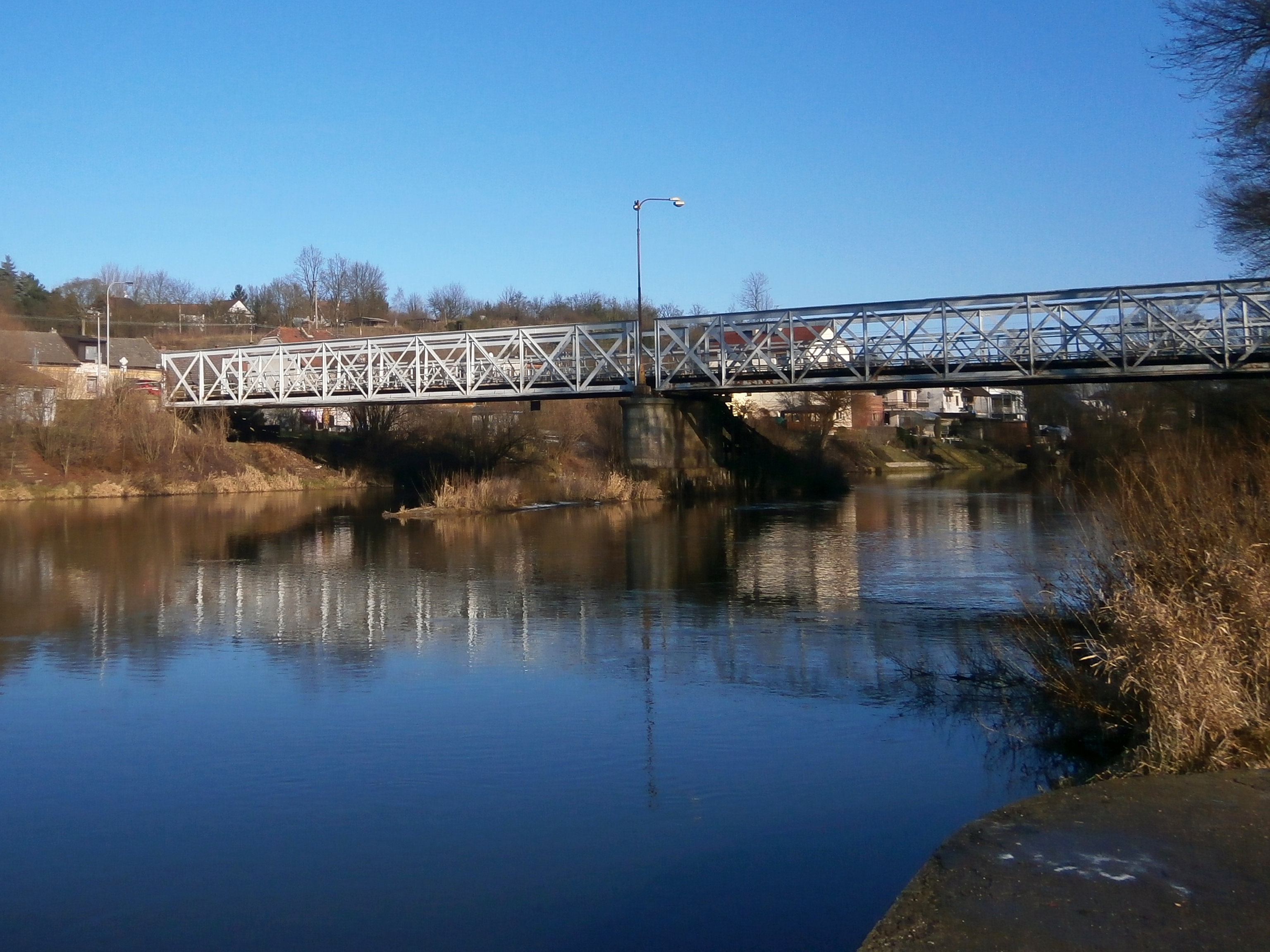
Oberst-Šrámek-Brücke

Svinary (deutsch Swinar) ist ein Ortsteil der Stadt Hradec Králové in Tschechien. Er liegt fünf Kilometer östlich des Stadtzentrums von Hradec Králové und gehört zum Okres Hradec Králové.

## Geographie
Svinary befindet sich linksseitig der Orlice in den Orlické nivy (Adlerauen). Im Westen, Norden und Osten erstreckt sich der Naturpark Orlice, südlich der Smiřicer Forst. Südwestlich des Dorfes liegt der Teich Stříbrný rybník.
Nachbarorte sind Slatina, Koš, Svinárky und Divec im Norden, Blešno im Nordosten, Na Žerčích, Vycházející Slunce und Nepasice im Osten, Běleč nad Orlicí, Osada Kováků und Poděbradka im Südosten, Bělečko, Podstrání, Hoděšovice, Hrachoviště und Borek im Süden, Nový Hradec Králové, U Hájenky und Náhon im Südwesten, Malšova Lhota im Westen sowie Slezské Předměstí, Kociánovice und Piletice im Nordwesten.

## Geschichte
Die erste schriftliche Erwähnung von Svinary erfolgte 1379 als Besitz der Königgrätzer Heilig-Geist-Kirche. Eine weitere Erwähnung erfolgte zu Beginn des 15. Jahrhunderts im Zusammenhang mit Besitzveränderungen der Svinarer Mühle und der Insel in der Orlice. Später gehörte Svinary zu den Gütern der Stadt Königgrätz. Wegen deren Beteiligung am böhmischen Ständeaufstand konfiszierte König Ferdinand I. 1547 sämtliche Königgrätzer Stadtgüter und verkaufte die meisten der eingezogenen Dörfer, darunter auch Svinary an Johann von Pernstein. Dieser veräußerte die Dörfer Svinary, Svinárky und Slatina 1548 an Aleš Rodovský von Hustířan. Im Jahre 1631 erwarb Adam Erdmann Trčka von Lípa Svinary und schlug das Dorf seiner Herrschaft Smiřice zu. Nach dem Tode von Jan Rudolf Trčka von Lípa wurde die Herrschaft Smiřice durch König Ferdinand II. konfisziert und 1636 an Johann Matthias Gallas veräußert; die Dörfer Svinárky und Slatina hatte der König zuvor von der Herrschaft abgetrennt und zusammen mit der Herrschaft Neustadt seinem Feldmarschall Walter Leslie überlassen. Dadurch wurde Svinary zu einer südlichen Exklave der Herrschaft Smiřice.
Am 1. Oktober 1685 verkaufte Anton Pankratius Gallas die Herrschaft an Isabella Magdalena von Sternberg. 1717 wurde die herrschaftliche Schänke erstmals erwähnt. 1747 ging die Herrschaft Smiřice durch die Ehe zwischen Maria Theresia von Sternberg mit Johann Leopold von Paar an die Fürsten von Paar über. Nach ihrem Tod im Jahre 1761 übernahm ihr Sohn, der k.k. Erblandpostmeister Johann Wenzel Fürst von Paar den Besitz, der die Herrschaft Smiřice 1780 für 500.000 Gulden an Kaiser Joseph II. verkaufte. Dieser erwarb 1790 auch die Herrschaft Hořeniowes und stellte beide Kameralherrschaften unter eine Verwaltung.
Nachdem durch den 1766 begonnenen Bau der Festung Königgrätz die St.-Pauli-Kirche in der Königgrätzer Vorstadt abgebrochen wurde, kam Swinar zur neuen Pfarrei Neu Königgrätz. Die Begräbnisse erfolgten eine Zeitlang in Lochenitz und dann auch in Neu Königgrätz.
Im Jahre 1836 bestand das im Königgrätzer Kreis an der Grenze zum Chrudimer Kreis gelegene Dorf Swinar bzw. Swinary aus 41 Häusern, in denen 248 Personen, darunter 14 protestantische Familien, lebten. Im Ort gab es eine Überfuhr, ein Wirtshaus und ein Jägerhaus. Abseits lag ein Waldhegerhaus, das als einziges Haus von Swinar zur k.k. Herrschaft Königgrätz gehörte. Das Swinarer Revier war eines der neun Forstreviere der Kameralherrschaft und bewirtschaftete eine Waldfläche von 406 Joch. Eingepfarrt war das Dorf nach Neu Königgrätz, evangelischer Pfarrort war Černilov. 1843 lebten in dem Dorf 254 Menschen. Die k.k. Kameralherrschaft Smiřitz-Hořeniowes blieb bis 1848 Kronbesitz und wurde danach zur Reichsdomäne, deren Verwaltung der k.k. privilegierten Credit-Anstalt übertragen wurde.
Nach der Aufhebung der Patrimonialherrschaften bildete Svinary ab 1849 eine Gemeinde im Gerichtsbezirk Königgrätz. 1863 wurde ein evangelischer Friedhof angelegt. Ab 1868 gehörte die Gemeinde zum Bezirk Königgrätz. 1869 entstand anstelle der Fähre eine hölzerne Brücke über die Adler nach Svinárky. Ab 1873 wurden die Kinder des Dorfes in der neu errichteten Schule in Malšova Lhota unterrichtet. Die Freiwillige Feuerwehr wurde 1884 gegründet. Im Jahre 1900 hatte Svinary 250 Einwohner. Nachdem auch die Katholiken nicht mehr in Neu Königgrätz begraben werden wollten, erhielt Svinary im Jahre 1901 auch einen katholischen Friedhof. Im selben Jahre wurden die Protestanten von Černilov nach Königgrätz umgepfarrt. Die mehrfach durch Hochwasser beschädigte und zuletzt 1891 wiederaufgebaute hölzerne Adlerbrücke wurde 1907 durch eine Eisenträgerbrücke ersetzt. 1921 lebten in Svinary 265 Personen, 1945 waren es 405. Im April 1949 erfolgte die Umgemeindung des Ortsteiles Svinárky von Slatina nach Svinary, zugleich wurde die Gemeinde dem Okres Hradec Králové-okolí zugeordnet. Im selben Jahre wurde in Svinary eine der ersten JZD des Bezirks gebildet. Seit 1960 gehörte die Gemeinde zum Okres Hradec Králové. 1970 hatte Svinary 465 Einwohner. Am 1. Juli 1985 erfolgte die Eingemeindung in die Stadt Hradec Králové. Am 3. März 1991 hatte der Ort 641 Einwohner; beim Zensus von 2001 lebten in den 250 Wohnhäusern von Svinary 757 Personen.

## Ortsgliederung
Der Svinary besteht aus den Grundsiedlungseinheiten Svinárky (Swinarek) und Svinary (Swinar). Zu Svinary gehören außerdem die Einschichten Na Žerčích, U Hájenky und Vycházející Slunce sowie die Bungalowsiedlungen Dubina und Ostrov.
Der Ortsteil bildet einen Katastralbezirk.

## Söhne und Töchter des Ortes
- Bohumil Šrámek (1896–1946), russischer Legionär und Mitglied der Obrana národa, er wurde wegen seiner Widerstandsaktivitäten im September 1944 ins KZ Theresienstadt verbracht und verstarb an der Folgen der Haft, postum wurde er zum Oberst befördert.

## Sehenswürdigkeiten
- Denkmalgeschützte Gehöfte Nr. 22 und Nr. 31
- Bauernhaus Dubinská 2, Denkmal
- Steinernes Kreuz und Dorfglocke auf dem Dorfplatz, errichtet in den 1850er bzw. 1860er Jahren
- Oberst-Šrámek-Brücke über die Orlice nach Svinárky, errichtet 1907 nach einem Projekt der Prager Brückenbaugesellschaft (Pražská mostárna), einem Tochterunternehmen der Ersten Böhmisch-Mährischen Maschinenfabrik; als Vorbild diente dabei die 1990 abgerissene Berounkabrücke in Dobřichovice. Im Jahre 2009 wurde die Straßenbrücke nach Oberst Šrámek benannt.[5]
- Gefallenendenkmal, enthüllt 1921, später wurde es auch den Opfern des Zweiten Weltkrieges gewidmet
- Gedenktafel für Oberst Šrámek, enthüllt 1947 an seiner Villa
- Baggersee Stříbrný rybník, die ehemalige Kiesgrube ist heute ein Sport- und Naherholungsgebiet mit Campingplatz, Bootsverleih, Seilgarten und Ferienhaussiedlungen
- Adlerauen mit zahlreichen abgeworfenen Flußarmen, die Aulandschaft bildet den Naturpark Orlice